# Peepshow

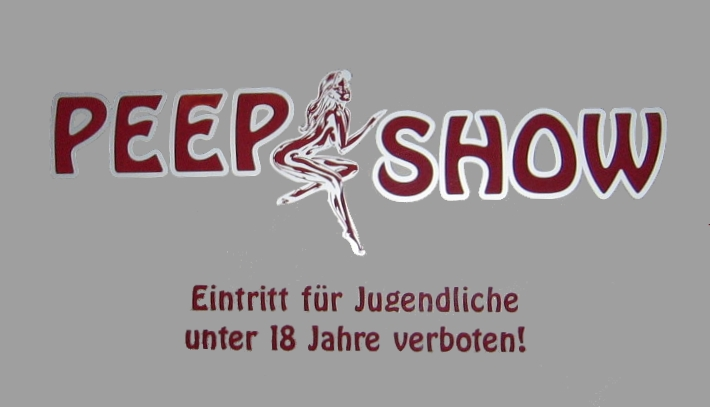
Außentür eines Peepshow-Lokals mit obligatorischem Altershinweis

Eine Peepshow (von engl. to peep „durch eine schmale Öffnung spähen“, in der Schweiz auch Stützlisex), oft auch als Liveshow bezeichnet, ist ein Theater, in dem die zahlenden Besucher eine Person betrachten können, die ihren unbekleideten Körper in explizit sexuellen Posen zur Schau stellt. Oft findet sich eine derartige Einrichtung im Rahmen eines Sexshops.

## Beschreibung
Für die Besucher gibt es Einzelkabinen. In der Regel bilden etwa zehn von ihnen eine U-Form um den Showraum. Nach Münzeinwurf oder per Bonuskarte wird der Blick auf die Bühne für eine bestimmte Zeit freigeben – üblich sind ca. 1 bis 3 Euro pro Minute. Traditionell war die Sichteinrichtung so konstruiert, dass der Besucher für den Darsteller und die anderen Besucher unkenntlich bleibt; dies hat sich in Deutschland jedoch geändert, da Gerichte dies als nicht mit der Menschenwürde vereinbar sahen.
Die Darstellerinnen wechseln sich meist alle 3 bis 5 Minuten ab. Die Darbietung beginnt mehr oder weniger bekleidet. Während die Darstellerin abwechselnd vor den Kabinen, an einer Spiegelwand oder auf der in Raummitte befindlichen Drehscheibe posiert, legt sie nach und nach ihre  Kleidungsstücke ab. Einige Darstellerinnen räkeln sich während der gesamten Zeit auf der Drehscheibe oder ermuntern die Kunden sogar durch eindeutige Blicke und Gesten sowie durch die Körperhaltung zur Masturbation. Andere weisen explizit darauf hin, dass dies nicht statthaft sei.
Meist gibt es die Möglichkeit, eine Darstellerin gegen eine höhere Gebühr in eine Einzelkabine einzuladen, in der dann explizitere Posen und Handlungen gezeigt werden, wobei teilweise fließende Grenzen zur direkten Prostitution bestehen. Diese Art der Prostitution wird vor allem in Wien manchmal auch als Kabinensex bezeichnet.
Viele Peepshows bieten zu festgelegten Zeiten Sonderveranstaltungen an, bei denen der Zeittakt auf die Hälfte verkürzt und damit der Preis pro Minute verdoppelt wird. Am häufigsten sind so genannte Lesbo-Shows, bei denen sich zwei Frauen gleichzeitig auf der Drehbühne präsentieren und miteinander interagieren. Oder es tummeln sich (wie z. B. in Bochum) zehn Minuten lang alle der meist fünf bis sieben beschäftigten Frauen gleichzeitig auf der Bühne, Gruppenshow genannt.
In einigen Städten (z. B. Hannover und Bochum) wurden phasenweise auch sogenannte Pärchen- oder Couple-Shows angeboten. Dabei vollführten mehrmals am Tag zu festgelegten Zeiten ein Mann und eine Frau in verschiedenen Positionen ungeschützt den Geschlechtsverkehr. Bei dem Mann handelte es sich fast immer um den tatsächlichen Partner der in der Peepshow beschäftigten Frau. Die Pärchen wurden halbmonatlich oder monatlich gewechselt.
Als es noch einen ausreichend großen Bestand an Peepshows gab, wurde die Belegschaft zu Monatsbeginn und zur Mitte des Monats komplett ausgetauscht. Bis Mitte der 90er Jahre arbeiteten dort überwiegend deutsche Frauen. Mit Öffnung der Grenzen nach Osten und Eröffnung von Peepshows in anderen Ländern der Europäischen Union kamen mehr und mehr andere Nationalitäten dazu.
Eine Peepshow ermöglicht den handelnden Personen die harmloseste Form der Interaktion mit ihren Kunden. Durch die Trennung der Kunden von den Anbietern sexueller Handlungen durch eine Glasscheibe sind Ansteckungs- und Aggressionsgefahren ausgeschlossen.

## Peepshows in Deutschland
Die erste Peepshow in Europa (Henry’s Show Center) wurde 1976 in der Bayerstraße beim Münchener Hauptbahnhof von Walter Staudinger (* 1942) eröffnet, der auch als der „Pate von München“ geläufig ist und Wolf Wondratschek als Vorlage für die Heldenrolle in seinem Werk Einer von der Straße (1991) diente. Das Know-how und Material holte er sich in New York. Erzählungen nach erzielte er beim Kreisverwaltungsreferat die Genehmigung unter dem Vorwand, eine Bühne für Aktmodelle mit Kabinen für mittellose Maler errichten zu wollen. Sein leiblicher Vater habe ihn darauf gebracht, der zum Broterwerb regelmäßig als Landschaftsmaler tätig war, da Landschaftsmotive im Gegensatz zu Aktmodellen gratis waren.
Neben derjenigen in München gab es in Deutschland seit Mitte der 1970er Jahre weitere Peepshows, unter anderem in Hamburg (7 Stück), Hannover (2), Braunschweig (2), Berlin (4), Bochum (3), Gelsenkirchen, Frankfurt am Main (6), Mannheim, Heilbronn, Saarbrücken (2), Kaiserslautern, Karlsruhe, Stuttgart (3) und Nürnberg (2). Von den Städten Düsseldorf, Köln, Dortmund und Marl wurde eine Genehmigung verweigert.
Im Dezember 1981 urteilte das Bundesverwaltungsgericht in Berlin, die Zurschaustellung nackter weiblicher Körper in dieser Form verstoße gegen die „guten Sitten“ und verletze die Menschenwürde der Darsteller. Peepshows seien daher in Deutschland nicht genehmigungsfähig.
Die Ordnungsämter reagierten auf das höchstrichterliche Urteil unterschiedlich: Einige nutzten es, um umgehend Schließungen zu verfügen – wie in Hamburg und Frankfurt am Main. In Stuttgart widersetzte sich die Verwaltung Verbotsforderungen mit dem Argument, dass zunächst „die Rechtslage gründlich geprüft“ werden müsse. Die meisten kommunalen Behörden interpretierten das Urteil so, dass keine weiteren Betriebsgenehmigungen zu erteilen seien, bestehende Peepshows aber Bestandsschutz genössen.
Die Hamburger Behörden reagierten auf das Urteil prompt und verfügten zum Jahresende 1983 die Schließung der Peepshows in St. Georg und auf St. Pauli. Eine Demonstration der betroffenen Frauen für ihre Arbeitsplätze konnte daran nichts ändern. Einzelne Etablissements wehrten sich offenbar vor Gericht und konnten sich noch einige Jahre über Wasser halten. Im Februar 1990 schloss dann die letzte hamburgische Peepshow.
In Frankfurt am Main verfügte Oberbürgermeister Walter Wallmann (CDU) 1982 die Schließung von sechs Peepshows. Der AStA der Universität Frankfurt protestierte gegen diese „ungeheuerliche Maßnahme“. 45 der betroffenen Frauen kämpften per Unterschriftensammlung für die Erhaltung ihrer Arbeitsplätze. Die letzten drei wurden am 30. Juni 1989 geschlossen.
In Frankfurt am Main und Mannheim versuchten zwei Peepshows, ihre Lizenz durch einen Umbau zu bewahren: „Statt in anonymen Kabinen stehen die Strip-Gucker dort in einer Art Manege, in der sie sehen und gesehen werden können“, wie der Spiegel 1992 schrieb. Dies kam beim Publikum jedoch nicht an und die Einrichtungen mussten wenige Monate später schließen, weil die Kundschaft ausblieb.
Die meisten bestehenden Peepshows konnten nach dem Urteil des Bundesverwaltungsgerichts aus dem Jahr 1982 ihren Betrieb fortführen. Dieser Bestandsschutz erlosch allerdings oft, wenn der Eigentümer wechselte. Grundlegende Renovierungen oder Erweiterungen wurden von den Behörden nicht mehr genehmigt. Das führte im Lauf der Jahre zu einem allmählichen Aussterben der Peepshows in Deutschland.
Einzelne Peepshows in der Provinz schafften es, sich noch 30 Jahre über Wasser zu halten, obwohl Peepshows bereits in den 1990er Jahren aus der Mode kamen und der Umsatz stetig zurückging. Als letzte schlossen diejenigen in Saarbrücken (vermutlich 2011), Kaiserslautern (2013), Bochum (August 2014) und Nürnberg (November 2014) ihre Pforten.
Heute gibt es keine einzige echte Peepshow mehr in Deutschland. Einrichtungen, die sich heute noch so bezeichnen, verfügen lediglich über Videokabinen oder bieten einen klassischen Table Dance an. Der Kunde hat aber keine Möglichkeit mehr, seinen Geschlechtstrieb beim Anblick „echter“ Frauen zu befriedigen – auch nicht in evtl. vorhandenen Solokabinen oder Separees.

## Peepshows in Österreich
Insgesamt gibt es in Österreich nur noch drei Peepshows. Davon sind die Peepshows in Graz und Wien zu einem Konzept übergegangen, das von der Standard-Peepshow abweicht. Diese bieten zusätzlich zur Drehbühne auch noch vollständig genehmigte Zimmer, in der legaler Prostitution nachgegangen werden kann. Damit beschreiben sich diese Peepshows als „Peepshow mit Laufhaus/Studio System“.
Zu früheren Zeiten wurde den Kunden in den Wiener Peepshows eine tägliche „Liveshow“ geboten, bei denen ein Paar auf der Bühne Sex hatte. Diese wurden in den besten Etablissements bis zu fünfmal am Tag abgehalten. Heute beschränkt sich das Angebot jedoch nur mehr auf wöchentliche Vorführungen. Bei diesen Shows treten neben den Prostituierten regelmäßig auch Amateur-Pornostars bzw. Porno-Newcomer auf.
Kabinensex existiert als eigene Form der Prostitution und grenzt sich klar von Peepshows ab.

## Peepshows in der Schweiz
In der Schweiz werden Peepshows auch als Stützlisex bezeichnet. Im Schweizerdeutsch wird ein Franken auch als ein Stutz bezeichnet. Der Name wurde vom einzusetzenden Geldbetrag abgeleitet. In den 1970er und 1980er Jahren gab es in Zürich eine Peepshow. In anderen Städten gab es lediglich Einzelkabinen in Sex-Kinos.

## Peepshows in Belgien
Die letzte Peepshow in Belgien, die sich in Brüssel im Rotlichtviertel hinter dem Nordbahnhof befand, ist seit Juni 2016 geschlossen.